# 手柄村
手柄村（てがらむら）は、兵庫県飾磨郡にあった村。現在の姫路市中心部の南西一帯、山陽電気鉄道本線の沿線にあたる。

## 地理
- 河川：船場川

## 歴史
- 1889年（明治22年）4月1日 - 町村制の施行により、飾西郡栗山村・栗山町・延末村・延末町・安田村・亀山・飯田村・西延末村の区域をもって成立。
- 1896年（明治29年）4月1日 - 所属郡が飾磨郡に変更。
- 1936年（昭和11年）4月1日 - 姫路市に編入。同日手柄村廃止。

## 交通

### 鉄道路線
- 鉄道省
  - 播但線：亀山駅
- 山陽電気鉄道
  - 本線：亀山駅 - 手柄駅